# 完顏守道
完顏守道（1119年—1193年），本名習尼列。祖父為金源郡王完顏希尹，以祖父之功績，擢升為應奉翰林文字。皇統九年，同知盧龍軍節度使事，曾曆任獻、祁、濱、薊四州刺史。世宗完顏雍駕幸中都，經過薊州，父老遮道請留再任。平章政事移剌元宜舉以自代，於是遷為昭毅大將軍，授職左諫議大夫。內族完顏晏以舊恩拜左丞相之職，完顏守道勸諫世宗因為他初即位，天下才略為安定，邊境的警報還沒有平息，剛是大有可為的時候，唯恐晏並非其材。必欲親愛，莫若厚與之祿，俾勿事事。」乃授完顏守道以太尉之職，守道自請退休。世宗追錄扈從將士的功勞，欲行賞賚，但是帑藏已經空竭，倡議借貸人民的財富以支付。守道勸諫當時人因為活在虐政之下，剛剛開始歡喜更生，如今仁恩尚未到及，而征斂的事情遽出，如何合符民望？甯願用盡宮中所有，亦應該無取於民。遂聽從他的見議。契丹人叛亂，遼東猛安謀克在其境的或會附從他們，朝議意欲遷徙他們回國內，守道極力陳述此舉不可。右副元帥謀衍率兵討伐賊寇，不立即攻擊，守道力言此事於朝廷，朝廷下詔派遣僕散忠義、紇石烈志寧前往代任，東方才得以平定。
大定二年（1162年），宮中失火，而方完成修葺，時已入夏，頗為妨礙民力，完顏守道諫議停罷。未幾，改為太子詹事，兼右諫議大夫，馳驛規劃山東兩路軍糧，及賑饑荒。守道借籍大姓戶口，限令以他們每年的儲備，使盡輸其贏餘入官，複給其直，以是軍民皆有足夠。拜為參知政事、兼太子少保，守道誠懇推辭，世宗下諭不准。當時契丹餘黨未附的民眾仍多，北京、臨潢、泰州的居民不安，下詔守道佩金符前往安撫他們，給群牧馬千疋，以備軍用。完顏守道招致契丹骨迭聶合等部落內附，人民因以寧息。還進尚書左丞，兼太子少師。曾經跟從世宗狩獵於近郊，有虎傷及獵夫，世宗欲親射自射殺，守道叩馬極諫才停止。繼而拜為平章政事。大定十四年（1174年），宋人遣使因陳請手接書事，左丞石琚等議聽從其請求，世宗主意未決，守道等以為不可准許，世宗最後聽從，既而，又遷為右丞相，監修國史，再遷為左丞相，授職世襲謀克。
大定二十年（1180年），編修《熙宗實錄》完成，世宗因守道並沒有隱瞞他的祖父完顏希尹不當之事而讚美見他直筆。再請致仕而世宗再不准許。進拜為太尉、尚書令，改授職尚書左丞相，朝廷下諭：「丞相之位不可虛曠，須用老成人，故複以卿處之，卿宜悉此。」未幾，複乞致仕，世宗申述以守道為先朝勳臣之後代，特委以三公重任，自他秉政以來，效竭忠勤，世宗甚為欣賞。今引年老而求退，甚得宰相體面，然而未有能代任之人，以是難而聽從他的請求，希望守道勉勵。大定二十五年（1185年），坐擅支東宮諸皇孫食廩，奪去官階一級。尋改兼太子太師，特錄其子完顏珪襲封為謀克，充當為符寶祗候。章宗為原王，曾下詔練習騎鞠，守道進諫認為仍在哀制中而未可。世宗卻認為此習武備而已，親自為之則不可，跟從朕的命令則無妨。大定二十六年（1186年），守道再次懇求致仕，優詔准許，特賜宴於慶春殿，世宗手飲以卮酒，錫與甚厚，以其子完顏珪為侍行，又賜次子完顏璋進士府第。明昌四年（1193年），守道逝世，年七十四歲。世宗聽聞後震悼，派遣其弟點檢司判官完顏蒲帶致祭，賻銀千兩、重彩五十端、絹五百疋。太常見議諡號為「簡憲」，世宗改為「簡靖」，蓋因重他的能有始有終。

## 延伸阅读
[在维基数据编辑]
 《金史·卷88》，出自脱脱《遼史》